# Puya silvae-baccae
Espèce
Classification phylogénétique
Puya silvae-baccae est une espèce de plante de la famille des Bromeliaceae.

## Distribution
L'espèce est endémique de l'État de Zulia au Venezuela.